# Vitali Valinchuk
Vitali Valinchuk (Bielorrusia) es un gimnasta artístico bielorruso, campeón del mundo en 2001 en el concurso por equipos.

## 2001
En el Mundial de Gante 2001, gana el oro en equipos, quedando delante de Estados Unidos y Ucrania. Sus compañeros son: Ivan Ivankov, Alexei Sinkevich, Dmitri Kaspiarovich, Alexander Kruzhilov y Denis Savenkov.